# Gustav Bamberger

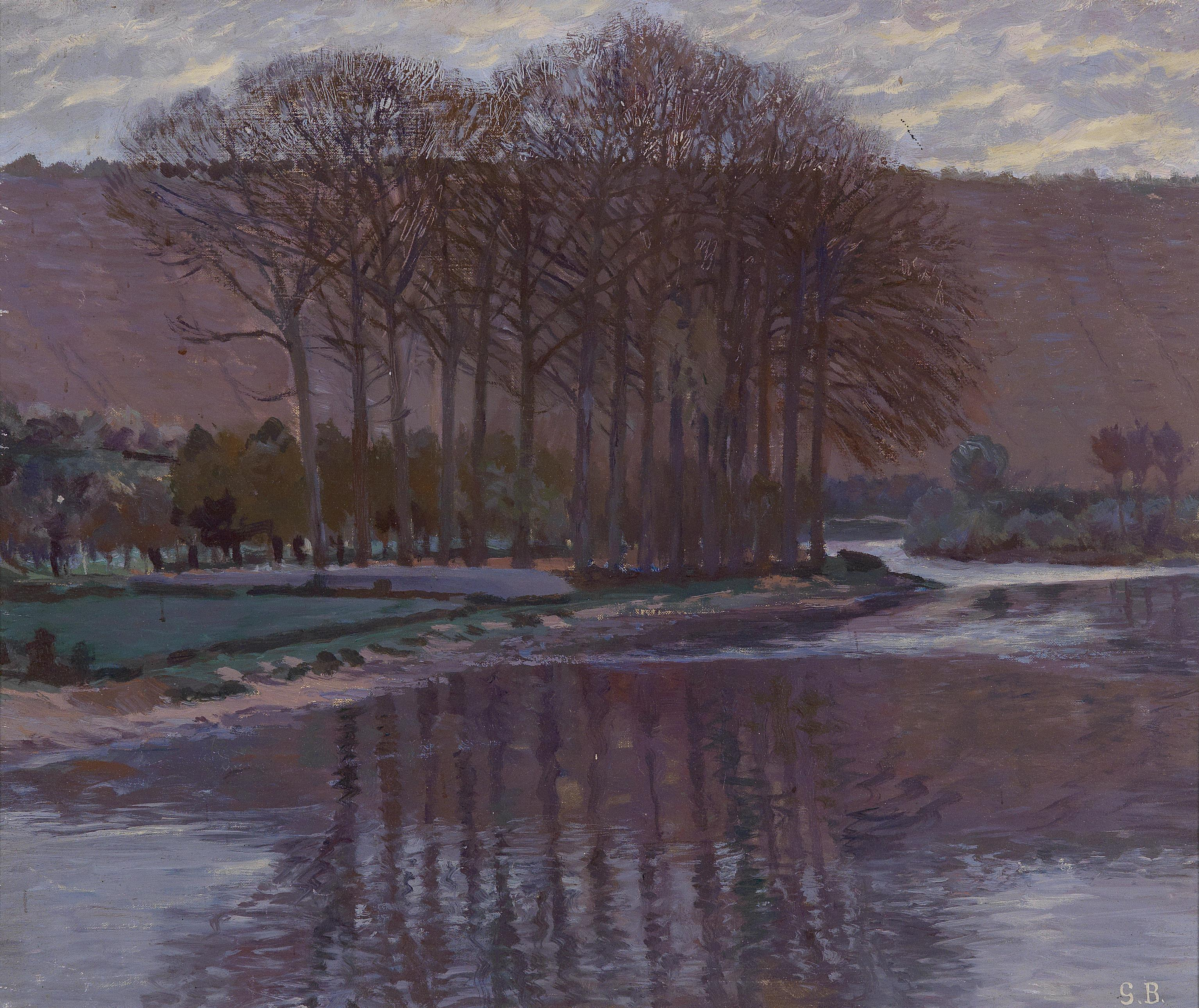
Schwarze Lacke bei Krems

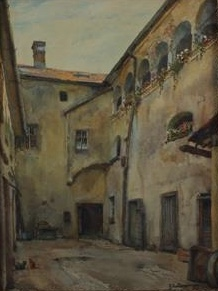
Hof in Scheibbs, 1928

Gustav Bamberger (* 3. Dezember 1861 in Würzburg; † 30. Mai 1936 in Grafenmühl, St. Anton an der Jeßnitz) war ein österreichisch-deutscher Maler und Architekt.

## Leben
Gustav Bamberger studierte Architektur in Düsseldorf und an der Technischen Hochschule Wien sowie an der Wiener Akademie der bildenden Künste bei Friedrich von Schmidt. Er nahm Malunterricht bei Hugo Darnaut und Hugo Charlemont in Wien sowie in Karlsruhe bei Carlos Grethe und Gustav Schönleber. 1893 wurde er Mitglied des Wiener Künstlerhauses.

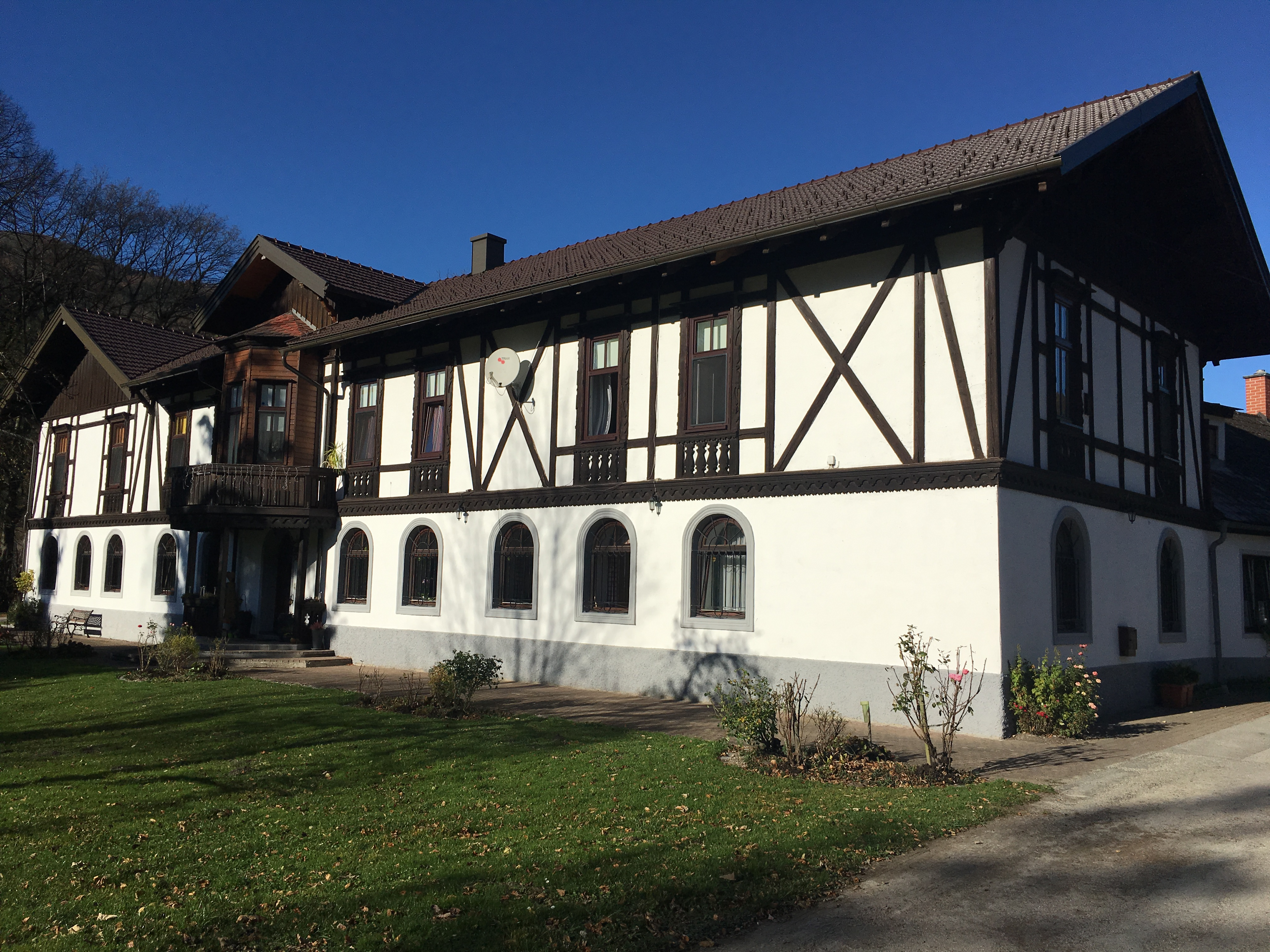
Bambergerhof bei Scheibbs, heute Zehenthof, Wohn- und Sterbeort von Gustav Bamberger

Spätestens 1893 war er Besitzer des Zehenthofs bei Scheibbs. Ab dem 1900 war er in Krems an der Donau als Konservator und Architekt tätig, wo er öffentliche Gebäude wie die Friedhofskapelle, eine Leichenhalle und 1912 die Neuaufstellung des Städtischen Museums ausführte. 1902 war er an der Eröffnungsausstellung des Wiener Hagenbundes beteiligt. Von 1900 bis 1922 wurde er Mitglied des Hagenbundes. 
Museen wie das Städtische Museum in Krems, das Niederösterreichische Landesmuseum aber auch private Sammlungen sind im Besitz von bedeutenden Werken, meist Landschaftsmotiven Bambergers.
Bamberger verbrachte seine letzten Lebensjahre im Bambergerhof, heute Zehenthof in Grafenmühl bei Scheibbs. Selbst die für die Region untypische, fränkische Fachwerkarchitektur des Hofes deuten auf den Maler hin.
Er ist der Sohn des Pathologen Heinrich von Bamberger und Bruder des Internisten Eugen Bamberger.

## Ehrungen
- 1923 Ehrenbürgerwürde der Stadt Krems
- Benennung der Gustav-Bamberger-Straße in Krems